# Крановий затвор

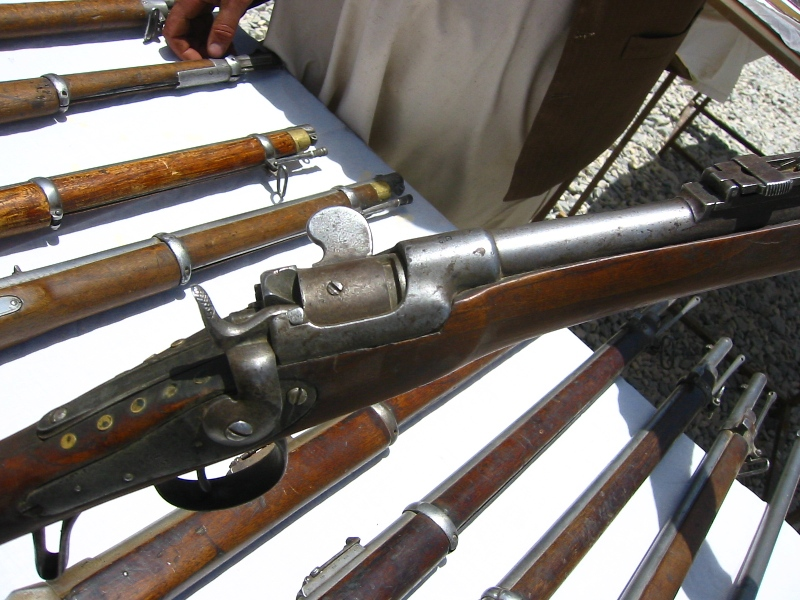
Затвор гвинтівки Верндля.

Крановий затвор, обертовий затвор — механізм вогнепальної стрілецької зброї, що забезпечує відкривання і закривання каналу ствола шляхом обертання затвора, конструктивно як правило являє собою циліндр з поздовжнім вирізом, навколо осі, паралельної осі ствола. Не слід плутати його з поздовжньо-ковзним поворотним затвором, де використовується поворот для замикання і відмикання.
Крановий затвор здійснює операції відмикання і замикання каналу ствола одночасно з його, відповідно, відкриванням і закриванням, не вимагаючи окремого замикаючого механізму. Крім того, такий затвор не має лінійного переміщення, діючи виключно за рахунок обертання навколо своєї осі, що зменшує габарити затворної коробки. Проте операції по подачі патрона в патронник і видаленню стріляних гільз він не виконує, що змушує використовувати для них сторонні механізми, що приводяться в рух затвором або іншою рухомою ланкою зброї, що істотно ускладнює його конструкцію.
Такі затвори використовувалися в ранній казеннозарядній зброї. Приклад — гвинтівка Верндля 1867 року. У магазинній і автоматичній зброї кранові затвори поширення не отримали. Іноді використовуються в пневматичних гвинтівках, призначених для розважальної стрільби, приклад — іспанська Gamo CFX.
Єдиний випадок застосування кранового затвора в автоматичній зброї — дослідний автоматичний пістолет Ознобищева 1925.